# Catarhoe nyctichroa
Catarhoe nyctichroa är en fjärilsart som beskrevs av George Francis Hampson 1912. Catarhoe nyctichroa ingår i släktet Catarhoe och familjen mätare. Inga underarter finns listade i Catalogue of Life.